# Titularbistum Arna
Arna ist ein Titularbistum der römisch-katholischen Kirche. Es geht zurück auf ein früheres Bistum der antiken Stadt Arna (heute Civitella d’Arna, ein Ortsteil von Perugia) in der italienischen Landschaft Umbrien.
Papst Johannes Paul II. stellte den Bischofssitz im April 2004 als Titularsitz wieder her. Im Juli des folgenden Jahres wurde er erstmals vergeben.
| Titularbischöfe von Arna |                |                                         |               |                |
| Nr.                      | Name           | Amt                                     | von           | bis            |
| 1                        | Camillo Ballin | Apostolischer Vikar von Kuwait (Kuwait) | 14. Juli 2005 | 12. April 2020 |
| 2                        | Adam Bab       | Weihbischof in Lublin (Polen)           | 22. Mai 2020  |                |